# Млин Бродського
50°27′36″ пн. ш. 30°31′30″ сх. д. / 50.46° пн. ш. 30.525° сх. д.
Пам'ятка архітектури (місцевого значення)

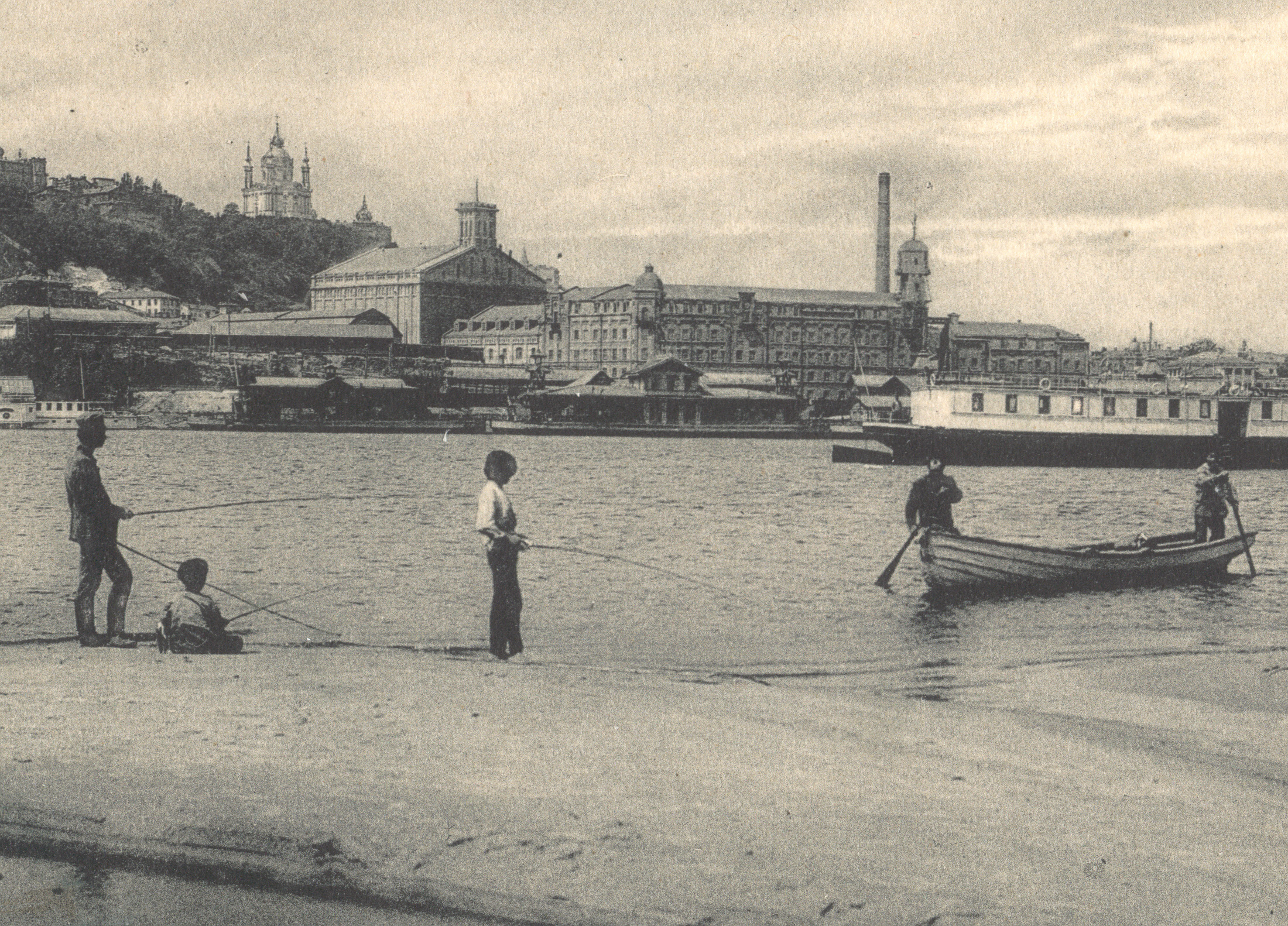
Млин «Лазар Бродський», вигляд з Труханового острова. З поштівки 1910-х

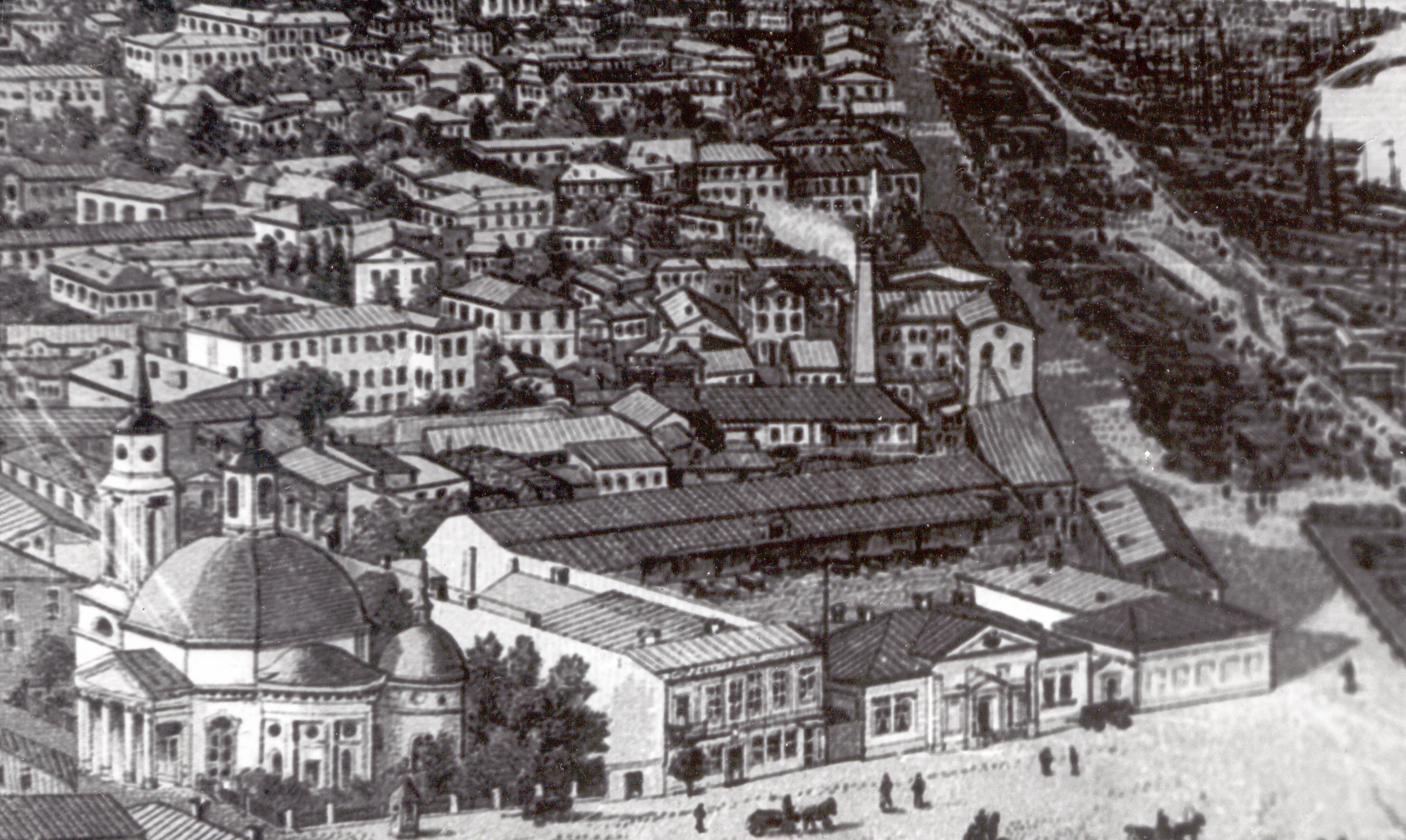
Малюнок Подолу 1870-х років. На передньому плані — церква Різдва Христового і поштова станція, за ними квартал парового млина

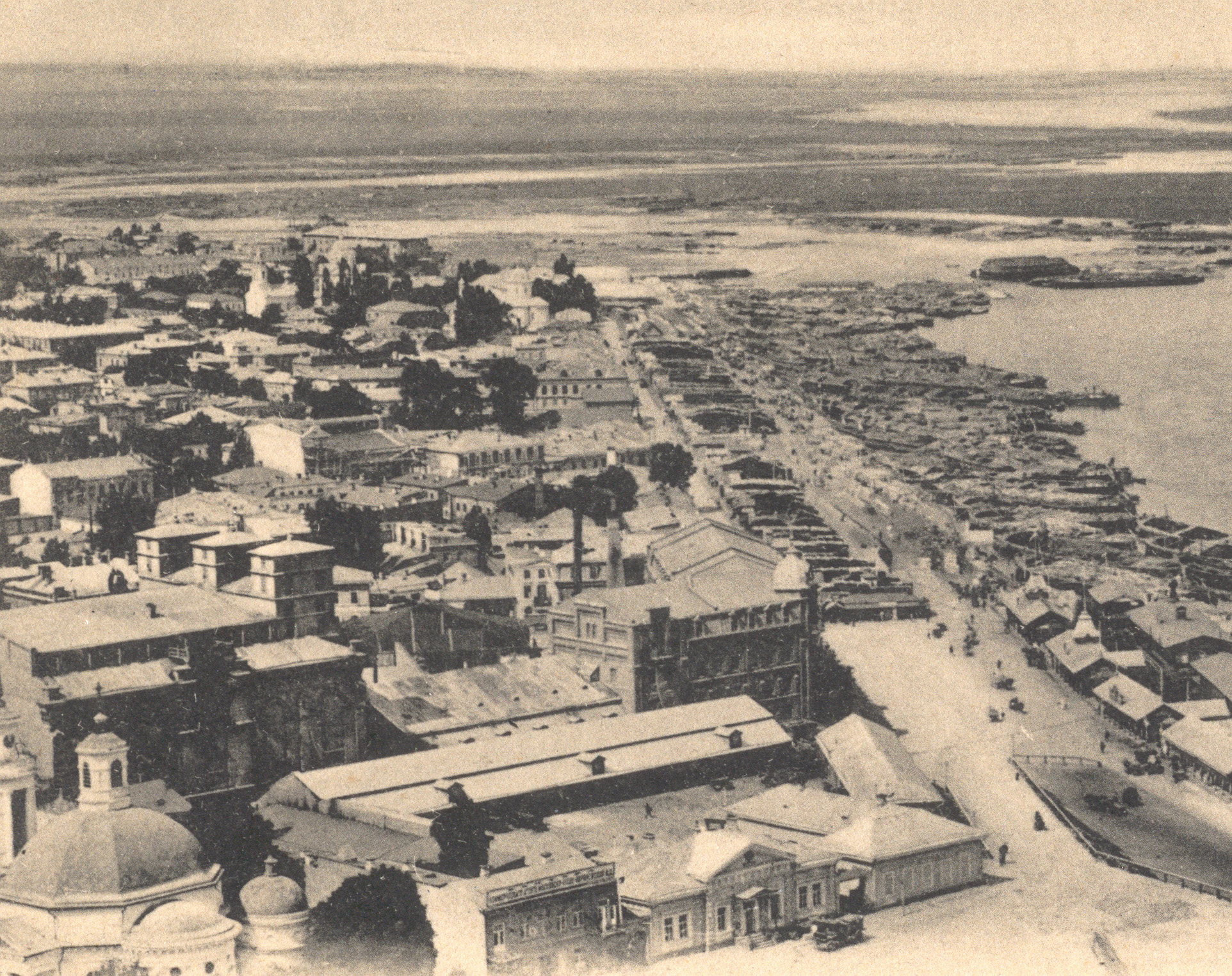
Млин Бродського на поштівці приблизно 1900. Ліворуч за церквою — елеватор, який згорів у 1906

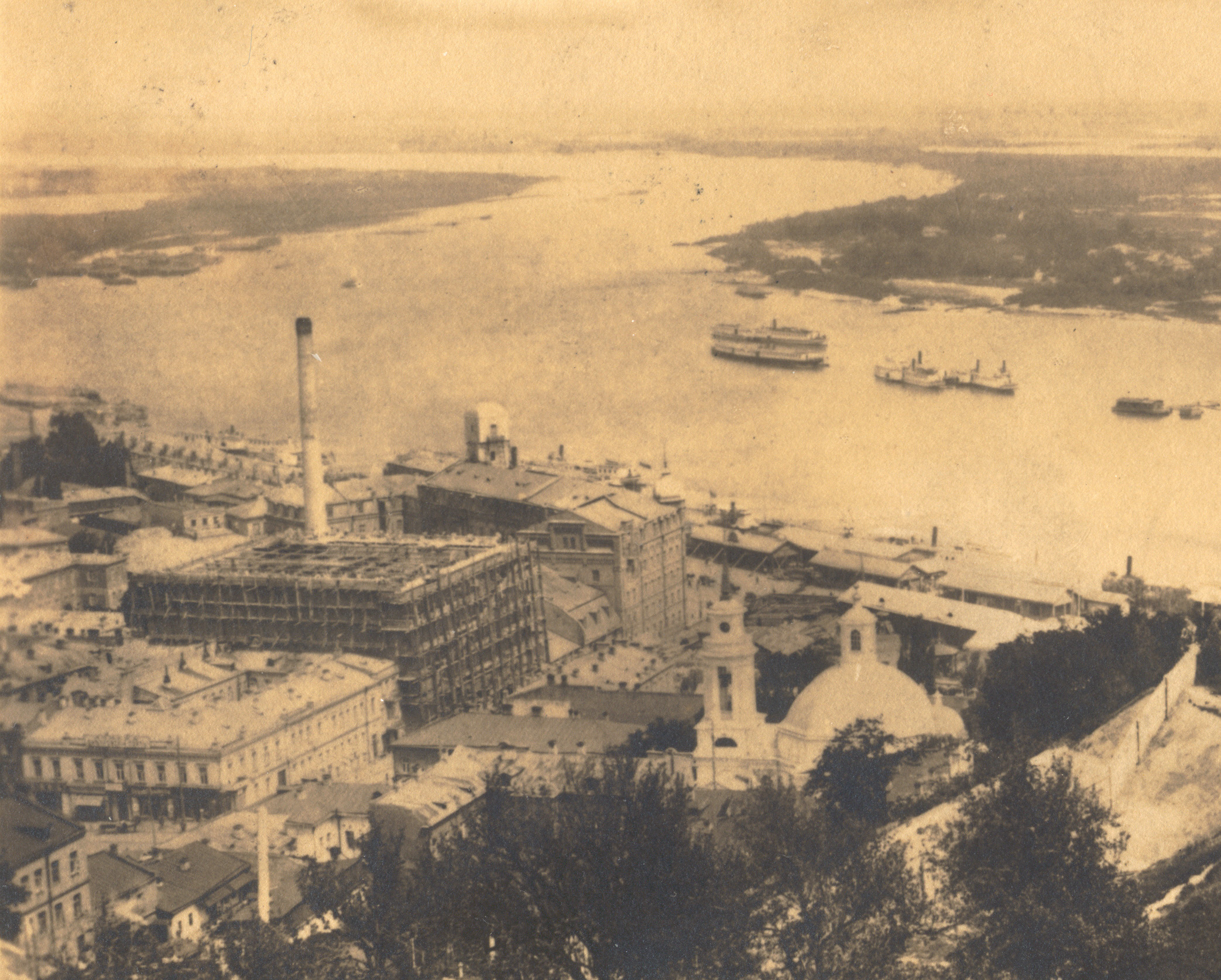
Будівництво нового елеватора у 1907

Київський паровий млин — найбільше борошномельне підприємство, що існувало в Києві у 1857—1920 роках. Засновано купцем А. Глезером, потім перейшло у власність «цукрового короля» Лазаря Бродського, тому відомо за назвою «Млин Бродського». Три будівлі млина, що збереглися до початку XXI століття перебували на обліку главку охорони культурної спадщини КМДА як пам'ятники промислової архітектури, однак два з них були до 2010 року знесені в ході робіт з будівництва готельного комплексу. Єдина споруда, що збереглася — колишній елеватор на вул. Боричів узвіз — протягом XX ст. була головною будівлею в забудові Поштової площі.

## Історія підприємства
В першій половині XIX століття на місці млина Бродського (сучасний квартал Подолу між Боричевим узвозом, вулицями Набережно-Хрещатицькою, Петра Сагайдачного та Ігорівська) були приватні володіння, найбільше з яких належало Переяславському єпископству. Тут влаштовувалися тимчасові склади для краму, що привозили суднами Дніпром. Згодом ділянку тут придбав купець 1-ї гільдії, киянин курляндського походження Андрій-Анс Глезер. У листопаді 1855 р.  Глезер разом з компаньйонами — вчителем-курляндцем Генріхом Гауптом і австрійцем Йосипом Вальнером, власником друкарні, подав прохання Київському військовому губернатору, Подільському та Волинському генерал-губернатору князю Іларіону Васильчикову. У проханні підприємці вказували на факти браку борошномельних млинів в околицях Києва і, як наслідок, зростання ціни на борошно невідповідно до ціни зернового хліба. Місце, вибране ними для будівництва млина, було дуже зручним, оскільки передбачалося підвозити зерно і відвозити борошно Дніпром. Прохачі також клопотали щодо права на десятирічну монополію на утримання в Києві парового млина.
Після Кримської війни Російська імперія перебувала у відносному занепаді, що позначилося й на підвищенні цін на хліб, тому влада оцінила ініціативу підприємців та надавала їм сприяння, генерал-губернатор допоміг Глезеру отримати на митниці обладнання, що прибуло з Відня. У десятирічному виключному праві, однак, їм було відмовлено, оскільки, згідно із законом, такі привілеї могли бути надані тільки для використання нових винаходів, а паровий млин не був новим винаходом. Як у сприянні будівництву підприємства, так і у відмові на монопольне право київська влада виходила з інтересів споживача й сприяла відновленню економіки регіону.
У 1856-1857 на розі Ігорівської та Набережно-Хрещатицької вулиць було побудовано триповерхову будівлю млина, поруч — всі необхідні споруди: відділення для парової машини, кузня, колодязь та інші.
У 1860 млин продано в кредит строком на 12,5 років прусському комерсантові Адольфу Шеделю, проте незабаром через затримку виплати за кредитом підприємство повернулося до Глезера. У травні 1864 р. Андрій-Анс Глезер раптово помер, після чого почалась тривала тяганина за спадщину, яка не сприяла розвитку підприємства.
У 1868 млин продається з аукціону дружині прусського підданого Амалії Шедель.

### Перехід млина у власність Бродських
У квітні 1870 переходить до одного з засновників відомої династії цукрозаводчиків І. М. Бродського, а потім до його сина Лазаря Бродского.
Нові власники придбали сусідні ділянки і територія млина була розширена до вулиці Боричів узвіз, у 1888 на Набережно-Хрещатицькій вулиці споруджено новий чотириповерховий корпус, це дозволило істотно збільшити потужність виробництва. Але у жовтні 1891 через займання підшипника в зерноочисному відділенні трапилася пожежа, збитки від якої склали близько 500 000 рублів.
Для відновлення виробництва у 1892 р. було створено «Акціонерне товариство Київського парового борошномельного млина», засновниками його стали Лазар Бродський, його молодший брат Лев Бродський, зять Юлій Дрейфус-Бродський і князь Вя'чеслав Тенішев, основний капітал підприємства склав 1,5 мільйона рублів.
У 1895 для покриття витрат на будівництво Товариство реалізувало акції ще на суму мільйон рублів.
Виробництво було швидко відновлено. Новий головний корпус став вже п'ятиповерховим, він розташувався на розі Набережно-Хрещатицької вулиці та Боричевого узвозу, за ним побудували парове й машинне відділення, а на Боричевому узвозі зведено цегляний елеватор з трьома дерев'яними вежами. Будівництво очолював інженер А. Ейхенвальд. Після розширення підприємство стало одним з найбільших у Російській імперії, продуктивність млина досягла 2—3 мільйонів пудів на рік. У 1904 р. Лазар Бродський помер, і акціонерному товариству було присвоєно його ім'я — «Товариство парового борошномельного млина в м. Києві „Лазар Бродський“».
14 (27) — 15 (28) липня 1906 сталася нова руйнівна пожежа, яка почалася на складі мішків, а потім перекинулася на дерев'яні вежі елеватора. Пожежа була настільки сильною, що пароплави, які стояли біля пристані були змушені відійти до Труханового острова, постраждала й стайня станції поштових диліжансів, що були на іншому боці вулиці. Елеватор повністю згорів, загинули запаси зерна й борошна. Підприємство було застраховане в шести різних товариствах і відразу ж почалися відновлювальні роботи. У 1907 р. інженер Ч. Волькенштейн очолив побудову нового елеватора ємністю 1 мільйон пудів, у 1909 р. до нього додано двоповерхове зерносховище (архітектор А. Краусс). Недоліком підприємства була труба парової машини, яка диміла на весь Поділ, і в 1912 р. почалися роботи з переведення млина на бездимну дизельну енергетику. Дизель-двигунова станція розмістилася в корпусі, побудованому за проектом архітектора О. М. Вербицького. У 1914–1915 р. млин мав паровий і три дизельні двигуни загальною потужністю 1750 кінських сил, від гавані з напрямку Ігорівської вулиці був прокладений рейковий шлях. На підприємстві працювало 185 осіб.
Останнім власником млина став Моісей Полонський, який, скориставшись своїм монопольним положенням на ринку вантажних перевезень Дніпром, на початку 1917-го року викупив більшість акцій «Товариства парового борошномельного млина в м. Києві «Лазар Бродський».
Письменник Шолом-Алейхем у автобіографічній повісті «З ярмарку» описав своє відвідування млина Бродського.
Під час Визвольних змагань підприємство продовжувало діяти, поки будівлі не знищила чергова пожежа 1920 р., руїни головного корпусу були розібрані тільки в 1930-х.

## Споруди

Будівля колишньої дизель-двигунової станції, знесена 2005 року. Фото зі «Зводу пам'яток історії та культури м. Києва»

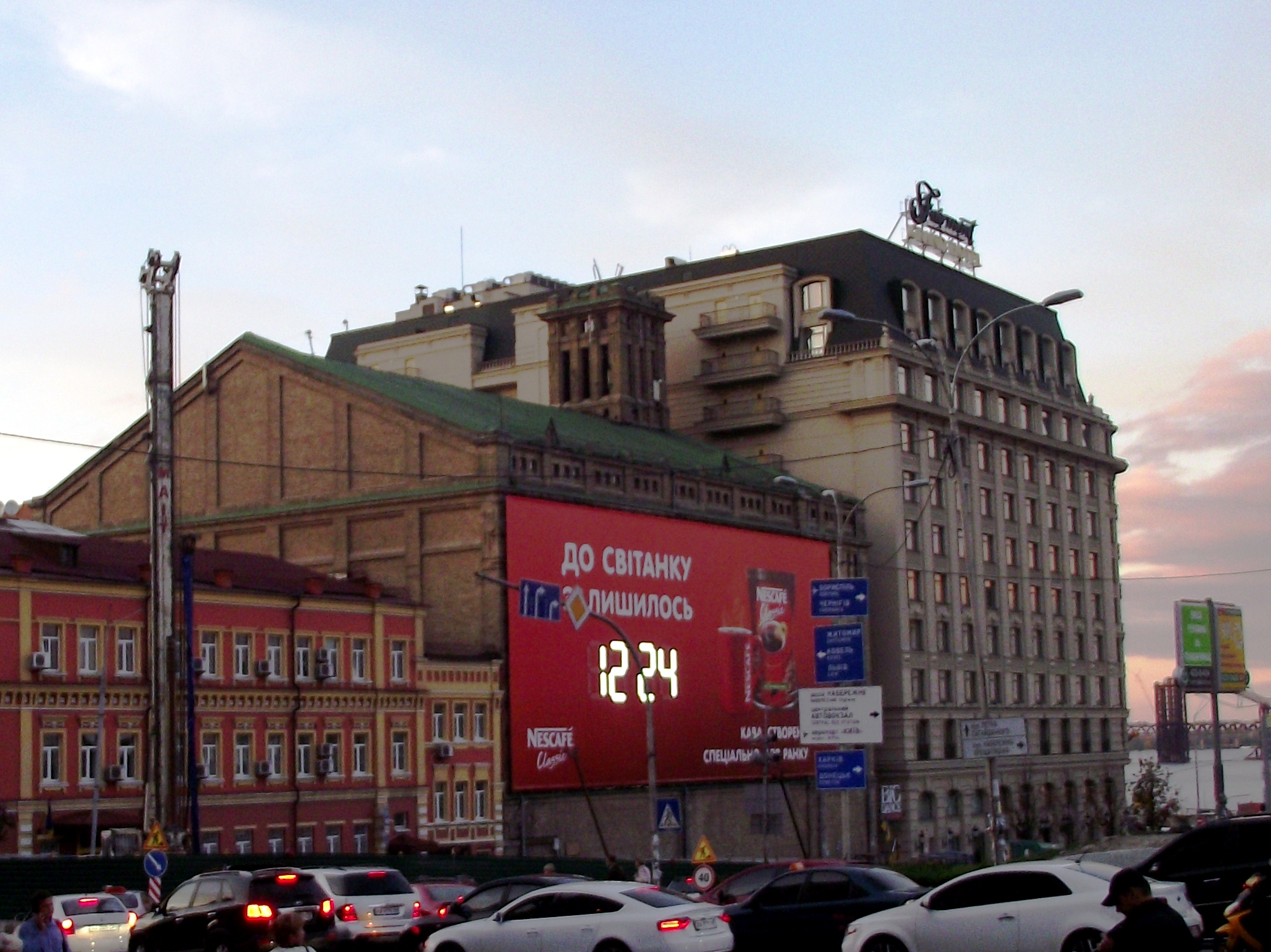
Будівля колишнього елеватора з рекламою Nescafé. Сучасний стан. Позаду будівля готелю, яка стоїть на місці інших будівель млина.

Відомі три споруди, що вціліли після пожежі 1920.
Будівля парового млина містилася за адресою Набережно-Хрещатицька вулиця, 21. Споруджена 1908 року, до XXI століття споруда прийшла в аварійний стан. 2004 її поставили на облік як пам'ятку архітектури, але, коли в ході підготовки до футбольного чемпіонату Євро-2012 на Набережно-Хрещатицькій розпочали будівництво готелю мережі Sheraton, забудовник зруйнував об'єкт культурної спадщини без узгодження з міською владою.
Інша будівля — колишній корпус дизель-двигунової станції, побудований в 1912–1914 архітектором О. М. Вербицьким. Станція зведена на місці парового машинного відділення, аби зменшити викид диму. Мала три дизельні установки загальною потужністю 1000 кінських сил, встановлених на коркові платформи (для зменшення вібрації). Фасади будівлі були оформлені в модернізованому романо-готичному стилі. Після Другої світової війни будівлю використовували як гуртожиток заводу «Електроприлад». Тоді ж на місці примикання до зруйнованого головного корпусу млина Бродського гуртожиток отримав новий фасад, стару архітектуру можна було побачити лише з двору. Попри те, що будівля входила до «Зводу пам'яток історії та культури м. Києва», 2005 її знесли.
Будинок елеватора, який у Києві власне й називають «млином Бродського», побудовано 1907 за проектом інженера Ч. Волькенштейна під наглядом архітектора В. Безсмертного. Колишній елеватор являє собою масивну монументальну споруду, подібну до середньовічної кам'яної базиліки з вежею. Внутрішній простір був розділений перекриттями на 7 поверхів. За радянських часів будівлю використовували під зерносховище, потім як складські приміщення, також існували проекти переобладнання його під ломбард або палац спорту «Спартак».
1970 будівлю передали Міністерству культури УРСР і в ньому облаштовали книгосховище бібліотеки імені КПРС (нині Національна парламентська бібліотека України). 1980 року поруч збудовали філію бібліотеки з читальним залом, яку 2010 знесли разом із колишньою дизель-двигуновою станцією. Стіна книгосховища, що виходить на вулицю Боричів узвіз і Поштову площу, колись використовували для розміщення радянських агітаційних плакатів, а тепер — для комерційної реклами.